# Commonwealth Games 2018/Squash/Damendoppel
Das Damendoppel im Squash bei den Commonwealth Games 2018 wurde vom 10. bis 15. April 2018 ausgetragen. Das Teilnehmerfeld bestand aus 15 Doppelpaaren. Die Gewinner der Konkurrenz im Jahr 2014, Dipika Pallikal und Joshna Chinappa, starteten auf Position drei gesetzt ins Turnier und erreichten erneut das Finale. In diesem unterlagen sie Joelle King und Amanda Landers-Murphy, die die Partie mit 11:9 und 11:8 gewannen. Bronze sicherten sich Rachael Grinham und Donna Urquhart gegen Laura Massaro und Sarah-Jane Perry.

## Setzliste
| Nr. | Paarung                           | Erreichte Runde |
| --- | --------------------------------- | --------------- |
| 01. | Joelle King Amanda Landers-Murphy | Gold            |
| 02. | Jenny Duncalf Alison Waters       | Viertelfinale   |
| 03. | Joshna Chinappa Dipika Pallikal   | Silber          |
| 04. | Rachael Grinham Donna Urquhart    | Bronze          |
| 05. | Samantha Cornett Nikki Todd       | Viertelfinale   |
| 06. | Tesni Evans Deon Saffery          | Viertelfinale   |

| Nr. | Paarung                               | Erreichte Runde |
| --- | ------------------------------------- | --------------- |
| 07. | Laura Massaro Sarah-Jane Perry        | Halbfinale      |
| 08. | Sarah Cardwell Christine Nunn         | Gruppenphase    |
| 09. | Rachel Arnold Sivasangari Subramaniam | Viertelfinale   |
| 10. | Lisa Aitken Alison Thomson            | Gruppenphase    |
| 11. | Faiza Zafar Madina Zafar              | Gruppenphase    |
| 12. | Samantha Hennings Marlene West        | Gruppenphase    |

## Ergebnisse

### Vorrunde

#### Gruppe A
| Rang | Setzung | Doppel                                | Sp. | S | N | S.-Diff. | Pkt. |
| ---- | ------- | ------------------------------------- | --- | - | - | -------- | ---- |
| 1    | 9       | Rachel Arnold Sivasangari Subramaniam | 2   | 2 | 0 | 4:1      | 4    |
| 2    | 1       | Joelle King Amanda Landers-Murphy     | 2   | 1 | 1 | 2:2      | 2    |
| 3    | 8       | Sarah Cardwell Christine Nunn         | 2   | 0 | 2 | 1:4      | 0    |

| Spielerinnen          | Spielerinnen         | Ergebnis          |
| --------------------- | -------------------- | ----------------- |
| King / Landers-Murphy | Cardwell / Nunn      | 11:8, 11:6        |
| King / Landers-Murphy | Arnold / Subramaniam | 10:11, 10:11      |
| Cardwell / Nunn       | Arnold / Subramaniam | 11:10, 6:11, 5:11 |

#### Gruppe B
| Rang | Setzung | Doppel                          | Sp. | S | N | S.-Diff. | Pkt. |
| ---- | ------- | ------------------------------- | --- | - | - | -------- | ---- |
| 1    | 2       | Jenny Duncalf Alison Waters     | 3   | 3 | 0 | 6:0      | 6    |
| 2    | 7       | Laura Massaro Sarah-Jane Perry  | 3   | 2 | 1 | 4:3      | 4    |
| 3    | 10      | Lisa Aitken Alison Thomson      | 3   | 1 | 2 | 3:4      | 2    |
| 4    |         | Eilidh Bridgeman Caroline Laing | 3   | 0 | 3 | 0:6      | 0    |

| Spielerinnen     | Spielerinnen      | Ergebnis         |
| ---------------- | ----------------- | ---------------- |
| Duncalf / Waters | Massaro / Perry   | 11:4, 11:7       |
| Duncalf / Waters | Aitken / Thomson  | 11:10, 11:4      |
| Duncalf / Waters | Bridgeman / Laing | 11:0, 11:2       |
| Massaro / Perry  | Aitken / Thomson  | 9:11, 11:8, 11:7 |
| Massaro / Perry  | Bridgeman / Laing | 11:2, 11:2       |
| Aitken / Thomson | Bridgeman / Laing | 11:2, 11:2       |

#### Gruppe C
| Rang | Setzung | Doppel                          | Sp. | S | N | S.-Diff. | Pkt. |
| ---- | ------- | ------------------------------- | --- | - | - | -------- | ---- |
| 1    | 3       | Joshna Chinappa Dipika Pallikal | 3   | 3 | 0 | 6:2      | 6    |
| 2    | 6       | Tesni Evans Deon Saffery        | 3   | 2 | 1 | 5:2      | 4    |
| 3    |         | Dianne Kellas Colette Sultana   | 3   | 1 | 2 | 2:4      | 2    |
| 4    | 11      | Faiza Zafar Madina Zafar        | 3   | 0 | 3 | 1:6      | 0    |

| Spielerinnen        | Spielerinnen     | Ergebnis          |
| ------------------- | ---------------- | ----------------- |
| Chinappa / Pallikal | Evans / Saffery  | 11:8, 7:11, 11:8  |
| Chinappa / Pallikal | Zafar / Zafar    | 10:11, 11:0, 11:1 |
| Chinappa / Pallikal | Kellas / Sultana | 11:5, 11:6        |
| Evans / Saffery     | Zafar / Zafar    | 11:3, 11:5        |
| Evans / Saffery     | Kellas / Sultana | 11:0, 11:5        |
| Zafar / Zafar       | Kellas / Sultana | 4:11, 10:11       |

#### Gruppe D
| Rang | Setzung | Doppel                           | Sp. | S | N | S.-Diff. | Pkt. |
| ---- | ------- | -------------------------------- | --- | - | - | -------- | ---- |
| 1    | 4       | Rachael Grinham Donna Urquhart   | 3   | 3 | 0 | 6:1      | 6    |
| 2    | 5       | Samantha Cornett Nikki Todd      | 3   | 2 | 1 | 5:2      | 4    |
| 3    | 12      | Samantha Hennings Marlene West   | 3   | 1 | 2 | 2:4      | 2    |
| 4    |         | Taylor Fernandes Mary Fung-A-Fat | 3   | 0 | 3 | 0:6      | 0    |

| Spielerinnen       | Spielerinnen           | Ergebnis         |
| ------------------ | ---------------------- | ---------------- |
| Grinham / Urquhart | Cornett / Todd         | 5:11, 11:9, 11:4 |
| Grinham / Urquhart | Hennings / West        | 11:2, 11:3       |
| Grinham / Urquhart | Fernandes / Fung-A-Fat | 11:2, 11:2       |
| Cornett / Todd     | Hennings / West        | 11:6, 11:5       |
| Cornett / Todd     | Fernandes / Fung-A-Fat | 11:4, 11:1       |
| Hennings / West    | Fernandes / Fung-A-Fat | 11:10, 11:5      |

### Finalrunde
|  | Viertelfinale | Viertelfinale                         | Viertelfinale                     | Viertelfinale                     | Viertelfinale |                                   |                                 | Halbfinale                      | Halbfinale                     | Halbfinale                     | Halbfinale                     | Halbfinale                     |                                |   | Finale | Finale | Finale | Finale | Finale | Finale | Finale | Finale |
|  |               |                                       |                                   |                                   |               |                                   |                                 |                                 |                                |                                |                                |                                |                                |   |        |        |        |        |        |        |        |        |
|  | 7             | Laura Massaro Sarah-Jane Perry        | 11                                | 11                                |               |                                   |                                 |                                 |                                |                                |                                |                                |                                |   |        |        |        |        |        |        |        |        |
|  | 9             | Rachel Arnold Sivasangari Subramaniam | 8                                 | 10                                |               |                                   |                                 |                                 |                                |                                |                                |                                |                                |   |        |        |        |        |        |        |        |        |
|  | 9             | Rachel Arnold Sivasangari Subramaniam | 8                                 | 10                                | 7             | Laura Massaro Sarah-Jane Perry    | 10                              | 5                               |                                |                                |                                |                                |                                |   |        |        |        |        |        |        |        |        |
|  |               |                                       |                                   |                                   |               | Laura Massaro Sarah-Jane Perry    | 10                              | 5                               |                                |                                |                                |                                |                                |   |        |        |        |        |        |        |        |        |
|  |               | 3                                     | Joshna Chinappa Dipika Pallikal   | 11                                | 11            |                                   |                                 |                                 |                                |                                |                                |                                |                                |   |        |        |        |        |        |        |        |        |
|  | 5             | 3                                     | Joshna Chinappa Dipika Pallikal   | 11                                | 11            | Samantha Cornett Nikki Todd       | 11                              | 5                               | 9                              |                                |                                |                                |                                |   |        |        |        |        |        |        |        |        |
|  | 5             |                                       |                                   |                                   |               |                                   | 11                              | 5                               | 9                              |                                |                                |                                |                                |   |        |        |        |        |        |        |        |        |
|  | 3             | Joshna Chinappa Dipika Pallikal       | 7                                 | 11                                | 11            |                                   |                                 |                                 |                                |                                |                                |                                |                                |   |        |        |        |        |        |        |        |        |
|  | 3             | Joshna Chinappa Dipika Pallikal       | 7                                 | 11                                | 11            | 3                                 | Joshna Chinappa Dipika Pallikal | Joshna Chinappa Dipika Pallikal | 9                              | 8                              |                                |                                |                                |   |        |        |        |        |        |        |        |        |
|  |               |                                       |                                   |                                   |               | 3                                 | Joshna Chinappa Dipika Pallikal | Joshna Chinappa Dipika Pallikal | 9                              | 8                              |                                |                                |                                |   |        |        |        |        |        |        |        |        |
|  |               | 1                                     | Joelle King Amanda Landers-Murphy | Joelle King Amanda Landers-Murphy | 11            | 11                                |                                 |                                 |                                |                                |                                |                                |                                |   |        |        |        |        |        |        |        |        |
|  | 4             | 1                                     | Joelle King Amanda Landers-Murphy | Joelle King Amanda Landers-Murphy | 11            | 11                                | Rachael Grinham Donna Urquhart  | 9                               | 12                             | 11                             |                                |                                |                                |   |        |        |        |        |        |        |        |        |
|  | 4             |                                       |                                   |                                   |               |                                   |                                 |                                 |                                | 11                             |                                |                                |                                |   |        |        |        |        |        |        |        |        |
|  | 6             | Tesni Evans Deon Saffery              | 11                                | 10                                | 3             |                                   |                                 |                                 |                                |                                |                                |                                |                                |   |        |        |        |        |        |        |        |        |
|  | 6             | Tesni Evans Deon Saffery              | 11                                | 10                                | 3             | 4                                 | Rachael Grinham Donna Urquhart  | 9                               | 5                              |                                |                                |                                |                                |   |        |        |        |        |        |        |        |        |
|  |               |                                       |                                   |                                   |               | 4                                 | Rachael Grinham Donna Urquhart  | 9                               | 5                              | Spiel um Platz 3               |                                |                                |                                |   |        |        |        |        |        |        |        |        |
|  |               | 1                                     | Joelle King Amanda Landers-Murphy | 11                                | 11            |                                   |                                 |                                 |                                |                                |                                |                                |                                |   |        |        |        |        |        |        |        |        |
|  | 1             | 1                                     | Joelle King Amanda Landers-Murphy | 11                                | 11            | Joelle King Amanda Landers-Murphy | 11                              | 11                              |                                | 7                              | Laura Massaro Sarah-Jane Perry | Laura Massaro Sarah-Jane Perry | Laura Massaro Sarah-Jane Perry | 6 | 8      |        |        |        |        |        |        |        |
|  | 1             |                                       |                                   |                                   |               |                                   | 11                              | 11                              |                                | 7                              | Laura Massaro Sarah-Jane Perry | Laura Massaro Sarah-Jane Perry | Laura Massaro Sarah-Jane Perry | 6 | 8      |        |        |        |        |        |        |        |
|  | 2             | Jenny Duncalf Alison Waters           | 10                                | 5                                 |               |                                   |                                 | 4                               | Rachael Grinham Donna Urquhart | Rachael Grinham Donna Urquhart | Rachael Grinham Donna Urquhart | 11                             | 11                             |   |        |        |        |        |        |        |        |        |